# Älvsjödepån

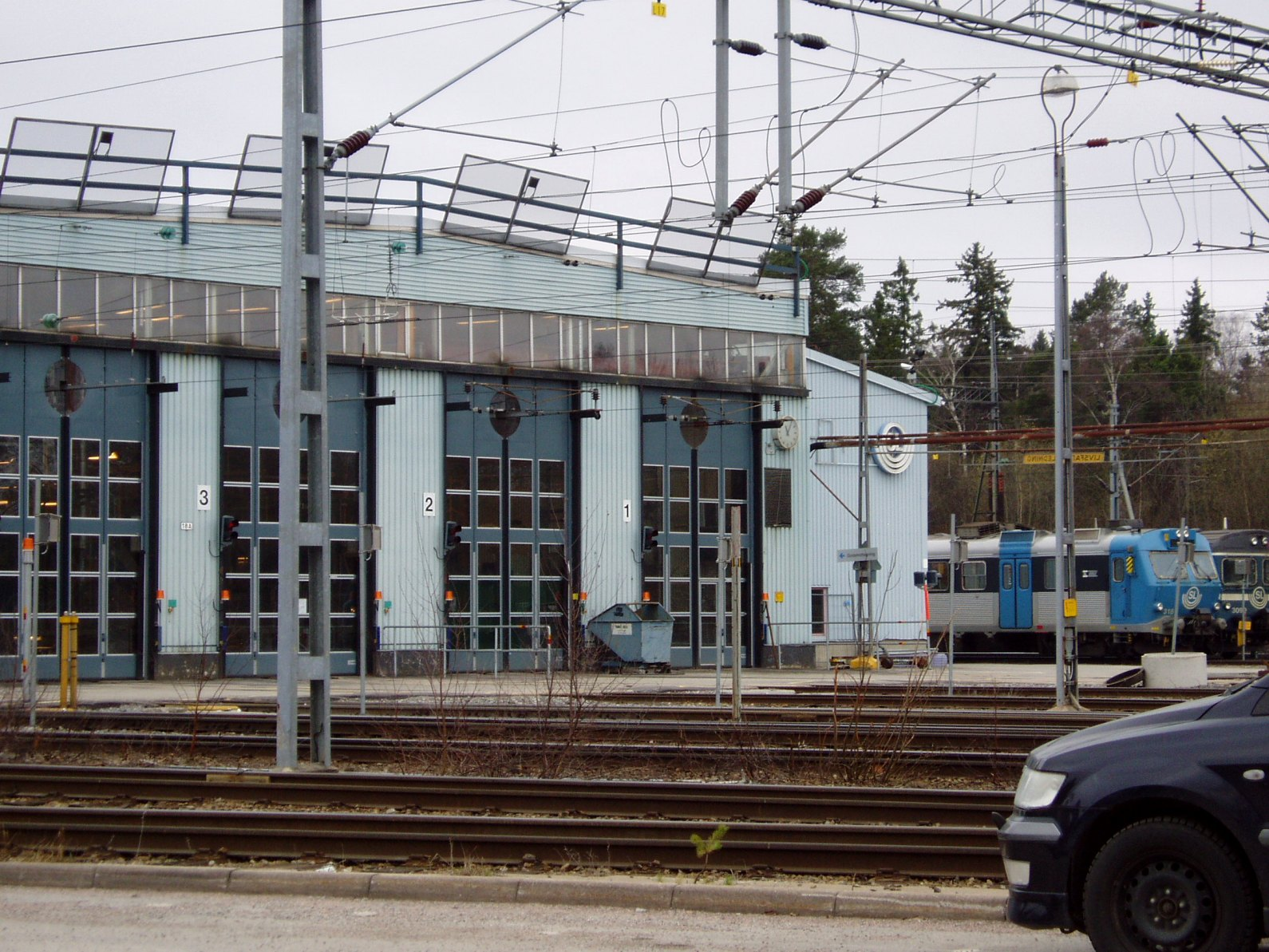
Älvsjödepån

Älvsjödepån är en vagndepå för Stockholms pendeltåg belägen i stadsdelen Älvsjö i Söderort inom Stockholms kommun. Den togs i bruk år 1968, ursprungligen med en skötselhall med plats för sju X1-enheter. Depån har senare utökats ett flertal gånger med fler uppställningsspår och en avisningsanläggning.